# Paweł Majewski (biolog)
Paweł Marek Majewski – polski biolog, dr hab. nauk biologicznych, pracownik naukowy Instytutu Biologii Funkcjonalnej i Ekologii Wydziału Biologii Uniwersytetu Warszawskiego.

## Życiorys
W 1999 r. ukończył studia biologiczne na Uniwersytecie Warszawskim, w 2004 r. obronił pracę doktorską pt. Udział melatoniny w regulacji stanu zapalnego otrzewnej samców Gallus domesticus L, której promotorem była prof. Krystyna Skwarło-Sońta, w 2016 r. habilitował się na podstawie pracy zatytułowanej Określenie udziału układu odpornościowego w regulacji aktywności osteoblastów gryzoni laboratoryjnych oraz pinealocytów kury domowej. Pracował na stanowisku adiunkta w Instytucie Zoologii na Wydziale Biologii Uniwersytetu Warszawskiego.
Należy do Rady Dyscypliny Naukowej – Nauk Biologicznych Uniwersytetu Warszawskiego. 